# 日本の鉄道駅一覧 む-も
| あ | い | う-え   | お        | か    | き | く-け |
| こ | さ | し-しも | しや-しん | す-そ | た | ち-て |
| と | な | に      | ぬ-の     | は    | ひ | ふ-ほ |
| ま | み | む-も   | や-わ行   |       |    |       |

日本の鉄道駅一覧 む-もは、日本の鉄道駅のうち、む、め、もで始まるものの一覧である。

## む
- 六日町駅（むいかまちえき）
- 向河原駅（むかいがわらえき）
- 向島駅（むかいじまえき）
- 向瀬上駅（むかいせのうええき）
- 向市場駅（むかいちばえき）
- 向洋駅（むかいなだえき）
- 向能代駅（むかいのしろえき）
- 向之原駅（むかいのはるえき）
- 向原駅（むかいはらえき・西日本旅客鉄道芸備線）
- 向井原駅（むかいばらえき）
- 向山駅（むかいやまえき）
- 鵡川駅（むかわえき）
- 牟岐駅（むぎえき）
- 椋野駅（むくのえき）
- 武庫駅（むこえき）
- 向ヶ丘駅（むこうがおかえき）
- 向ヶ丘遊園駅（むこうがおかゆうえんえき）
- 向原停留場（むこうはらていりゅうじょう・都電荒川線）
- 向日町駅（むこうまちえき）
- 武庫川駅（むこがわえき）
- 武庫川団地前駅（むこがわだんちまええき）
- 武庫之荘駅（むこのそうえき）
- 武佐駅 (北海道)（むさえき・北海道旅客鉄道根室本線）
- 武佐駅 (滋賀県)（むさえき・近江鉄道八日市線）
- 武蔵五日市駅（むさしいつかいちえき）
- 武蔵浦和駅（むさしうらわえき）
- 武蔵小金井駅（むさしこがねいえき）
- 武蔵小杉駅（むさしこすぎえき）
- 武蔵小山駅（むさしこやまえき）
- 武蔵境駅（むさしさかいえき）
- 武蔵白石駅（むさししらいしえき）
- 武蔵新城駅（むさししんじょうえき）
- 武蔵砂川駅（むさしすながわえき）
- 武蔵関駅（むさしせきえき）
- 武蔵高萩駅（むさしたかはぎえき）
- 武蔵塚駅（むさしづかえき）
- 武蔵中原駅（むさしなかはらえき）
- 武蔵新田駅（むさしにったえき）
- 武蔵野台駅（むさしのだいえき）
- 武蔵引田駅（むさしひきだえき）
- 武蔵藤沢駅（むさしふじさわえき）
- 武蔵増戸駅（むさしますこえき）
- 武蔵溝ノ口駅（むさしみぞのくちえき）
- 武蔵大和駅（むさしやまとえき）
- 武蔵横手駅（むさしよこてえき）
- 武蔵嵐山駅（むさしらんざんえき）
- 虫川大杉駅（むしがわおおすぎえき）
- 六十谷駅（むそたえき）
- 六田駅（むだえき）
- 六会日大前駅（むつあいにちだいまええき）
- 陸奥赤石駅（むつあかいしえき）
- 陸奥市川駅（むついちかわえき）
- 陸奥岩崎駅（むついわさきえき）
- 六浦駅（むつうらえき）
- 陸奥沢辺駅（むつさわべえき）
- 陸奥白浜駅（むつしらはまえき）
- 陸奥鶴田駅（むつつるだえき）
- 六名駅（むつなえき）
- 六実駅（むつみえき）
- 陸奥湊駅（むつみなとえき）
- 陸奥森田駅（むつもりたえき）
- 陸奥柳田駅（むつやなぎたえき）
- 陸奥横浜駅（むつよこはまえき）
- 務田駅（むでんえき）
- 撫養駅（むやえき）
- 村井駅（むらいえき）
- 村上駅 (新潟県)（むらかみえき・東日本旅客鉄道羽越本線）
- 村上駅 (千葉県)（むらかみえき・東葉高速鉄道東葉高速線）
- 紫駅（むらさきえき）
- 村崎野駅（むらさきのえき）
- 村野駅（むらのえき）
- 村山駅 (山形県)（むらやまえき・東日本旅客鉄道山形新幹線・奥羽本線）
- 村山駅 (長野県)（むらやまえき・長野電鉄長野線）
- 牟礼駅（むれえき）
- 室駅（むろえき）
- 室生口大野駅（むろうぐちおおのえき）
- 室見駅（むろみえき）
- 室蘭駅（むろらんえき）

## め
- 明治神宮前駅（めいじじんぐうまええき）
- 名城公園駅（めいじょうこうえんえき）
- 明大前駅（めいだいまええき）
- 名鉄一宮駅（めいてついちのみやえき）
- 名鉄岐阜駅（めいてつぎふえき）
- 名鉄名古屋駅（めいてつなごやえき）
- 名電赤坂駅（めいでんあかさかえき）
- 名電各務原駅（めいでんかかみがはらえき）
- 名電築港駅（めいでんちっこうえき）
- 名電長沢駅（めいでんながさわえき）
- 名電山中駅（めいでんやまなかえき）
- 姪浜駅（めいのはまえき）
- 明峰駅（めいほうえき）
- 夫婦石駅（めおといしえき）
- 女鹿駅（めがえき・東日本旅客鉄道羽越本線）
- 妻鹿駅（めがえき・山陽電気鉄道本線）
- めがね橋停留場（めがねばしていりゅうじょう）
- 恵み野駅（めぐみのえき）
- 目黒駅（めぐろえき）
- 目白駅（めじろえき）
- めじろ台駅（めじろだいえき）
- 目白山下駅（めじろやましたえき）
- 目出駅（めでえき）
- メディカルセンター停留場
- 目時駅（めときえき）
- 目名駅（めなえき）
- 売布神社駅（めふじんじゃえき）
- 女満別駅（めまんべつえき）
- 芽室駅（めむろえき）
- 免田駅（めんでんえき）

## も
- 茂市駅（もいちえき）
- 舞木駅（もうぎえき）
- 真岡駅（もおかえき）
- 最上駅（もがみえき）
- 茂吉記念館前駅（もきちきねんかんまええき）
- 百草園駅（もぐさえんえき）
- 藻琴駅（もことえき）
- 門司駅（もじえき）
- 門司港駅（もじこうえき）
- 茂尻駅（もしりえき）
- 百舌鳥駅（もずえき）
- 百舌鳥八幡駅（もずはちまんえき）
- 妹背牛駅（もせうしえき）
- もたて山駅（もたてやまえき）
- 用瀬駅（もちがせえき）
- 持田駅（もちだえき）
- 餅原駅（もちばるえき）
- 用宗駅（もちむねえき）
- 茂木駅（もてぎえき）
- 元宇品口停留場（もとうじなぐちていりゅうじょう）
- 本笠寺駅（もとかさでらえき）
- 元加治駅（もとかじえき）
- 元山上口駅（もとさんじょうぐちえき）
- 本宿駅 (群馬県)（もとじゅくえき・わたらせ渓谷鐵道わたらせ渓谷線）
- 本宿駅 (愛知県)（もとじゅくえき・名古屋鉄道名古屋本線）
- 本巣駅（もとすえき）
- 元住吉駅（もとすみよしえき）
- 元善光寺駅（もとぜんこうじえき）
- 本楯駅（もとたてえき）
- 元田中駅（もとたなかえき）
- 本銚子駅（もとちょうしえき）
- 本蓮沼駅（もとはすぬまえき）
- 本星崎駅（もとほしざきえき）
- 元町駅 (北海道)（もとまちえき・札幌市営地下鉄東豊線）
- 元町駅 (兵庫県)（もとまちえき・西日本旅客鉄道東海道本線・阪神本線・神戸高速線）
- 元町・中華街駅（もとまち・ちゅうかがいえき）
- 本宮駅 (福島県)（もとみやえき・東日本旅客鉄道東北本線）
- 本山駅 (愛知県)（もとやまえき・名古屋市営地下鉄東山線・名城線）
- 本山駅 (香川県)（もとやまえき・四国旅客鉄道予讃線）
- 本山駅 (長崎県)（もとやまえき・松浦鉄道西九州線）
- 元山駅 (千葉県)（もとやまえき・京成松戸線）
- 元山駅 (香川県)（もとやまえき・高松琴平電気鉄道長尾線）
- 本八幡駅（もとやわたえき）
- 本輪西駅（もとわにしえき）
- 物井駅（ものいえき）
- モノレール浜松町駅（モノレールはままつちょうえき）
- 茂原駅（もばらえき）
- 茂辺地駅（もへじえき）
- 樅山駅（もみやまえき）
- 桃内駅（ももうちえき）
- 桃園駅（ももぞのえき）
- 桃谷駅（ももだにえき）
- 桃川駅（もものかわえき）
- 桃山駅（ももやまえき）
- 桃山御陵前駅（ももやまごりょうまええき）
- 桃山台駅（ももやまだいえき）
- 桃山南口駅（ももやまみなみぐちえき）
- 森駅 (北海道)（もりえき・北海道旅客鉄道函館本線）
- 森駅 (大阪府)（もりえき・水間鉄道水間線）
- 森石駅（もりいしえき）
- 盛岡駅（もりおかえき）
- 盛岡貨物ターミナル駅（もりおかかもつターミナルえき）
- 森上駅（もりかみえき）
- 守口駅（もりぐちえき・Osaka Metro谷町線）
- 森口駅（もりぐちえき・アルピコ交通上高地線）
- 守口市駅（もりぐちしえき）
- 森下駅 (東京都)（もりしたえき・都営地下鉄新宿線・大江戸線）
- 森下駅 (愛知県)（もりしたえき・名古屋鉄道瀬戸線）
- 森下駅 (福岡県)（もりしたえき・筑豊電気鉄道線）
- 森小路駅（もりしょうじえき）
- 杜せきのした駅（もりせきのしたえき）
- 森田駅（もりたえき）
- 森岳駅（もりたけえき）
- 守恒駅（もりつねえき）
- 森ノ宮駅（もりのみやえき）
- 茂里町停留場（もりまちていりゅうじょう）
- 森町病院前駅（もりまちびょういんまええき）
- 森宮野原駅（もりみやのはらえき）
- 森本駅（もりもとえき）
- 守谷駅（もりやえき）
- 森山駅（もりやまえき・島原鉄道線）
- 守山駅 (愛知県)（もりやまえき・名古屋ガイドウェイバスガイドウェイバス志段味線）
- 守山駅 (滋賀県)（もりやまえき・西日本旅客鉄道東海道本線）
- 守山自衛隊前駅（もりやまじえいたいまええき）
- 茂林寺前駅（もりんじまええき）
- モレラ岐阜駅（モレラぎふえき）
- 毛呂駅（もろえき）
- 諸寄駅（もろよせえき）
- 門静駅（もんしずえき）
- 文珠通停留場（もんじゅどおりていりゅうじょう）
- 門前仲町駅（もんぜんなかちょうえき）
- 門田駅（もんでんえき）
- 門戸厄神駅（もんどやくじんえき）